# エルンスト・フォン・グレーザーズフェルド
エルンスト・フォン・グレーザーズフェルド（Ernst von Glasersfeld、1917年3月8日 - 2010年11月12日）は、ドイツ出身の哲学者・心理学者である。ジョージア大学心理学名誉教授、科学推論研究所研究員、マサチューセッツ大学アマースト校心理学科非常勤教授を務めた。アメリカサイバネティクス学会の評議員を務め、1991年にマッカローチ記念賞を受賞した。リスボンのInstituto Piagetの科学委員会のメンバーだった。

## 生涯
グレーザーズフェルドは1917年3月8日にドイツ・ミュンヘンで生まれた。父のレオポルドはウィーンで文化アタッシェを務めた後、第一次世界大戦後に写真家となった。
グレーザーズフェルドはウィーン大学で数学を専攻していたが、ナチスの脅威にさらされて、転居を余儀なくされた。それは、ナチスが「あらゆる形のナショナリズムの敵」とみなしていた汎ヨーロッパ主義（リヒャルト・クーデンホーフ＝カレルギーの思想）を支持する家族がいたことと、祖父がユダヤ人（ただし、ローマ・カトリックに改宗していた）であったためである。そのため、彼は生涯の大半をドイツ国外で過ごした。1940年代にはアイルランド、1950年代にはイタリアに住んでおり、シルヴィオ・チェッカートと一緒に研究をしていた。その後、アメリカ合衆国に移住した。彼は、ジャンバッティスタ・ヴィーコ、ジャン・ピアジェの発達的認識論、ジョージ・バークリーの知覚理論、ジェイムズ・ジョイスの『フィネガンズ・ウェイク』やその他の重要なテキストを研究し、それに基づいて精緻化した。また、これらの作家たちに共通するエートスとして「ラディカル構成主義」のモデルを開発した。
2010年11月12日にマサチューセッツ州フランクリン郡レバレットで亡くなった。
インスブルック大学にはエルンスト・フォン・グレーザーズフェルド・アーカイブが設置されており、グレーザーズフェルドの著作を管理し、講演会を開催している。2017年にはグレーザーズフェルドの生誕100周年を記念して、インスブルック大学で国際会議"Radical Constructivism - Past, Present and Future"（ラディカル構成主義―過去・現在・未来）が開催された。

## 賞と栄誉
- 1991年: アメリカサイバネティクス学会 ウォーレン・マッカローチ記念賞
- 1997年: クラーゲンフルト大学（英語版）名誉博士
- 2007年: オーストリア科学芸術勲章（英語版）第1等級[2]
- 2008年: インスブルック大学名誉博士

## 主な著作物
- Glasersfeld, E. von, (2001) The radical constructivist view of science. In: A. Riegler (Ed.), Foundations of Science, special issue on "The Impact of Radical Constructivism on Science", vol.6, no. 1–3: 31–43.
- Glasersfeld, E. von (1989). “Cognition, Construction of Knowledge and Teaching.” Synthese, 80(1),121-140.
- Glasersfeld, E. von (1990). “Environment and Communication.” In L.P. Steffe & T. Wood (eds.), Transforming Children’s Mathematics Education: International Perspectives, (pp. 30–38). Hillsdale, NJ: Lawrence Erlbaum.
- Glasersfeld, E. von (1992). “Questions and Answers About Radical Constructivism.” In M.K. Pearsall (ed.), Scope, Sequence, and Coordination of Secondary Schools Science, Vol. 11, Relevant Research, (pp. 169–182). Washington DC: NSTA.